# Aphelandra crispata
Aphelandra crispata är en akantusväxtart som beskrevs av Emery Clarence Leonard. Aphelandra crispata ingår i släktet Aphelandra och familjen akantusväxter. Inga underarter finns listade i Catalogue of Life.